# Gadirtha atrisuffusa
Gadirtha atrisuffusa är en fjärilsart som beskrevs av Embrik Strand 1917. Gadirtha atrisuffusa ingår i släktet Gadirtha och familjen trågspinnare. Inga underarter finns listade i Catalogue of Life.